# Anto Gvozdenović
Anto Gvozdenović, na crnogor. ćiril. Анто Гвозденовић, (Ćeklići,  Kneževina Crna Gora, 14. siječnja 1854. – Cetinje 1935.), crnogorski general,  veleposlanik Kraljevine Crne Gore u Washingtonu (SAD), doktor medicinskih znanosti, član crnogorskog poslanstva na Versajskoj konferenciji, general i ruske i francuske vojske, protivnik srpskog anektiranja Kraljevine Crne Gore.

### U Rusiji
Završio je Bogosloviju na Cetinju, učesnik crnogorskih oslobodilačkih ratova 1876. – 1878. godine, 1879. diplomirao medicinu u Moskvi, kasnije doktorirao medicinske znanosti.
Ostao je na službi u ruskoj carskoj vojsci pri stožeru generala Skobeljeva. S ruskim je generalima bančio po kockarnicama Monte Carla i širom Europe.

### Rusko-japanski rat
Umirovljen je 1900. godine, no reaktiviran tijekom rusko-japanskoga rata 1904. kao šef saniteta generala Paul von Rennenkampfa u Mandžuriji gdje je dobio čin general-lajtnanta. Godine 1906. umirovljen.

### U domovini
Godine 1911. vraća se Crnu Goru te u Crnogorskoj vojsci sudjeluje u balkanskim ratovima. 
Tijekom Prvog svjetskog rata odlazi 1914. u Pariz gdje je šef saniteta u glavnom stožeru francuske vojske. Godine 1915. je opet u Crnoj Gori i s kraljem Nikolom I. Petrovićem odlazi u egzil, u Francusku.

### Veleposlanik u Washingtonu
Imenovan je za crnogorskog veleposlanika u Washingtonu. Kao veleposlanik bio sudionik velikog uličnog ceremonijala odavanja počasti Kraljevini Crnoj Gori u New Yorku u jesen 1918. godine.

### Versajska konferencija
Potom je general Gvozdenović član crnogorske delegacije na Versajskoj konferenciji (skupa s crnogorskim premijerom Jovanom Plamencom i dr. Perom Šoćem). 
U rujnu 1922. ukazom kraljice Milene Petrović imenovan je za crnogorskog premijera, no, u stvarnosti, Vlada Kraljevine Crne Gore je u to vrijeme bila ostala bez ikakvoga međunarodnoga utjecaja.

### Nakon amnestije
Godine 1925. se, nakon amnestije, vraća u Kraljevinu SHS. Narednih osam godina, poput drugih amnestiranih crnogorskih emigranata, živi u Beogradu, u apartmanu hotela "Kosovo", na užasavanje Crnogoraca "ujedinitelja". Crnogorskim je povratnicima bilo u drugoj polovici 1920-ih zabranjeno putovati u Crnu Goru. Simpatizira Crnogorsku stranku.
Tek 1933. se vraća u rodne Ćekliće gdje je i umro. Brzojavi sućuti stigli su obitelji generala Anta Gvozdenovića u Ćekliće iz svih krajeva svijeta.

## Vanjske poveznice
- Životopis dr.Anta Gvozedonića  Arhivirana inačica izvorne stranice od 8. ožujka 2009. (Wayback Machine)
- O dr.Antu Gvozdenoviću kao veleposlaniku u SAD[neaktivna poveznica]
- Službena strana Vlade CG o dr.Antu Gvozdenoviću  Arhivirana inačica izvorne stranice od 1. listopada 2006. (Wayback Machine)